# Суперкубок Італії з волейболу серед жінок
Суперкубок Італії ( італ . Supercoppa Italiana di pallavolo femminile) — турнір серед жіночих волейбольних клубів, який з 1996 року організовує Lega Volley Femminile.  Суперкубок Італії розігрується між переможцями Серії А1 і Кубка Італії попереднього сезону. Якщо переможцями в обох змаганнях є одна сама команда, то другим учасником стає фіналіст Кубка Італії.

## Фінали
| Рік  | Переможець                | Рахунок | Фіналіст                  |
| ---- | ------------------------- | ------- | ------------------------- |
| 1996 | «Фоппапедретті» (Бергамо) | 3–2     | «Модена»                  |
| 1997 | «Фоппапедретті» (Бергамо) | 3–0     | «Модена»                  |
| 1998 | «Фоппапедретті» (Бергамо) | 3–2     | «Реджо-Емілія»            |
| 1999 | «Фоппапедретті» (Бергамо) | 3–0     | «Сіріо» (Перуджа)         |
| 2000 | «Віртус» (Реджо-Калабрія) | 3–2     | «Модена»                  |
| 2001 | «Мінетті» (Віченца)       | 3–0     | «Фоппапедретті» (Бергамо) |
| 2002 | «Модена»                  | 3–0     | «Фоппапедретті» (Бергамо) |
| 2003 | «Асистел» (Новара)        | 3–0     | «Сіріо» (Перуджа)         |
| 2004 | «Фоппапедретті» (Бергамо) | 3–0     | «Сіріо» (Перуджа)         |
| 2005 | «Асистел» (Новара)        | 3–2     | «Фоппапедретті» (Бергамо) |
| 2006 | «Скаволіні» (Пезаро)      | 3–0     | «Асистел» (Новара)        |
| 2007 | «Сіріо» (Перуджа)         | 3–0     | «Монте Ск'яво» (Єзі)      |
| 2008 | «Скаволіні» (Пезаро)      | 3–1     | «Фоппапедретті» (Бергамо) |
| 2009 | «Скаволіні» (Пезаро)      | 3–2     | «Асистел» (Новара)        |
| 2010 | «Скаволіні» (Пезаро)      | 3–0     | «Вілла-Кортезе»           |
| 2011 | «Фоппапедретті» (Бергамо) | 3–2     | «Вілла-Кортезе»           |
| 2012 | «Бусто-Арсіціо»           | 3–2     | «Вілла-Кортезе»           |
| 2013 | «Нордмекканіка Ребеккі»   | 3–0     | «Імоко» (Конельяно)       |
| 2014 | «Нордмекканіка Ребеккі»   | 3–2     | «Бусто-Арсіціо»           |
| 2015 | «Помі» (Казальмаджоре)    | 3–2     | АГІЛ (Новара)             |
| 2016 | «Імоко» (Конельяно)       | 3–1     | «Фоппапедретті» (Бергамо) |
| 2017 | АГІЛ (Новара)             | 3–2     | «Імоко» (Конельяно)       |
| 2018 | «Імоко» (Конельяно)       | 3–1     | АГІЛ (Новара)             |
| 2019 | «Імоко» (Конельяно)       | 3–0     | АГІЛ (Новара)             |
| 2020 | «Імоко» (Конельяно)       | 3–0     | «Бусто-Арсіціо»           |
| 2021 | «Імоко» (Конельяно)       | 3–1     | АГІЛ (Новара)             |
| 2022 | «Імоко» (Конельяно)       | 3–1     | АГІЛ (Новара)             |
| 2023 | «Імоко» (Конельяно)       | 3–1     | «Про Вікторія» (Монца)    |
| 2024 | «Імоко» (Конельяно)       | 3–2     | «Про Вікторія» (Монца)    |

## Переможці
Сумарна таблиця перемог у Суперкубку окремими клубами:
| Rk. | Клуб                    | Кіл. | Місто          | Переможні роки                                 |
| --- | ----------------------- | ---- | -------------- | ---------------------------------------------- |
| 1   | «Імоко»                 | 8    | Конельяно      | 2016, 2018, 2019, 2020, 2021, 2022, 2023, 2024 |
| 2   | «Фоппапедретті»         | 6    | Бергамо        | 1996, 1997, 1998, 1999, 2004, 2011             |
| 3   | «Скаволіні»             | 4    | Пезаро         | 2006, 2008, 2009, 2010                         |
| 4   | «Асистел»               | 2    | Новара         | 2003, 2005                                     |
| =   | «Нордмекканіка Ребеккі» | 2    | П'яченца       | 2013, 2014                                     |
| 6   | «Віртус»                | 1    | Реджо-Калабрія | 2000                                           |
| =   | «Мінетті»               | 1    | Віченца        | 2001                                           |
| =   | «Модена»                | 1    | Modena         | 2002                                           |
| =   | «Сіріо»                 | 1    | Перуджа        | 2007                                           |
| =   | «Унет-Ямамай»           | 1    | Бусто-Арсіціо  | 2012                                           |
| =   | «Помі»                  | 1    | Казальмаджоре  | 2015                                           |
| =   | АГІЛ                    | 1    | Новара         | 2017                                           |